# BC548-familien
BC548-familien er flere NPN-type bipolare transistorer, som er bredt anvendelige. De har ligesom de fleste bipolare transistorer tre terminaler/ben. F.eks. er BC548-familiens mikrochip indpakket i hustypen TO-92 af plast. Det midterste ben på BC548 er basen (terminalen hvor styrestrømmen sendes ind – og ud af emitterbenet), der skal styre strømgennemgangen mellem de to ben (kollektoren og emitteren).
BC548-chippen er den bredeste fællesnævner for BC548-familien, som vises i en tabel længere fremme. BC548-chippen findes også i en indpakning til overflademontering og kaldes så BC848 (har lidt andre effekt- og Ic strøm-grænser).
De modsvarende PNP-type transistorer hedder BC556 – BC560.

## BC548 typenummerets eller produktkodens information
"BC548" typenummerets eller produktkodens (europæiske Pro Electron-system) første bogstav "B" indikerer at komponentens aktive halvlederområde er siliciumbaseret. Det andet bogstav "C" indikerer at komponenten er en laveffekttransistor (chip↔husoverflade varmemodstand > 15 °C/W) egnet til lavfrekvens. "548" er blot et distinkt nummer. En transistor mærket med Pro Electron-systemet kan f.eks. følges af bogstaverne A,B,C.. eller farvede prikker. I BC548 eksemplet anvendes bogstaverne A,B,C til at indikere i hvilke intervaller strømforstærkningsfaktoren beta/hFE er i. I andre tilfælde kan de f.eks. indikere max. Vce spænding (eks. BD243C, BD244C). I databladet kan den rette betydning findes.

## Driftsgrænser
Nogle af transistorers vigtige grænser er den maksimale chip-temperatur og maksimal strøm gennem de tre ben. Overskrides chip-temperaturgrænsen, vil transistorens parametre blive forringet. Bliver benenes strømgrænser overskredet i længere tid, kan tilledningstrådene smelte og måske tager chippen skade. BC548 chippen kan klare 150 °C. 
BC548 har flere grænser som er afledt af den maksimale chip-temperatur – og evt. køleplade og varmeovergangsmodstanden mellem chip↔luft (Rja) – eller chip↔husoverflade (Rjc), husoverflade↔køleplade (Rcr) og køleplade↔luft (Rra). Ud af foregående kan max. afsat effekt som funktion af omgivelsestemperaturen beregnes:
Ptotmax(uden_køleplade) = (max-chip-temperatur – omgivelsestemperatur)/Rja
eller
Ptotmax(med_køleplade) = (max-chip-temperatur – omgivelsestemperatur)/(Rjc+Rcr+Rra)
BC548 har en varmeovergangsmodstanden mellem chip↔luft på ca. 200 °C/W – og en chip↔husoverflade på ca. 83,3 °C/W.
Ptotmax(uden_køleplade, a=25 °C) = (150 °C – 25 °C)/(200 °C/W) = 0,625W
Ptotmax(uden_køleplade, a=75 °C) = (150 °C – 75 °C)/(200 °C/W) = 0,375W
BC548 kan ifølge databladet klare op til 30 volt over kollektor og emitter, men højst ca. 100 milliampere gennem kollektor og emitter.

## Alternative transistorer kompatible med BC548
Elektrisk er BC548, ifølge den engelske Wikipedia, kompatibel med 2N3904 (nordamerikansk JEDEC JESD370B-system) – og 2SC1815 (Japansk JIS-system). Dog kan 2N3904 klare 40Vce og 200mA – og 2SC1815 kan klare 50Vce og 150mA. Krydsreferencer kan findes her. 
Det er yderst vigtig at tjekke erstatningstransistorenes benforbindelser – de kan nemlig være byttet rundt.

## Tabel over transistorer med BC548-lignende chip eller bedre
Hvad kan man så bruge tabellen til. Hvis man designer sit elektriske kredsløb efter mindste transistor fællesnævner (BC548, med en effektgrænse på 330mW), så kan alle nedenstående anvendes.
| Be- nævn- else | Hus- type               | Hus- stem- pel. SMD kun eks. | Vceo (V) max | Ic (mA) max | Ib (mA) max | Tj (°C) max | Ptot @amb= 25 °C (mW) max | Ptot @case= 25 °C (mW) max | Rja (°C/W =K/W) max | Rjc (°C/W =K/W) max | hFE =beta @Ic=1..2mA @Vce=5V (A/A) min..max (typ) | Cib (pF) typ (max) | Cbc (pF) typ (max) | Cbo (pF) typ (max) | Ft @Ic=10mA @Vce=5..20V (MHz) min(typ) | NF @Ic=200uA @Vce=5V (dB) typ(max) | Kan erstattes af                        | Databladskilder |
| -------------- | ----------------------- | ---------------------------- | ------------ | ----------- | ----------- | ----------- | ------------------------- | -------------------------- | ------------------- | ------------------- | ------------------------------------------------- | ------------------ | ------------------ | ------------------ | -------------------------------------- | ---------------------------------- | --------------------------------------- | --------------- |
| BC546          | TO-92                   | BC546                        | 65           | 100         | ?           | 150         | 500 625                   | 1500                       | 200                 | 83,3                | 100-800(200)                                      | 9                  | 2,5                | 3,5(6)             | (250) (300)                            | 2(10)                              | 2SC2240, 2SC2459, 2SC2674...75, 2SC3378 | [ 1 ]           |
| BC547          | TO-92                   | BC547                        | 45           | 100         | ?           | 150         | 500 625                   | 1500                       | 200                 | 83,3                | 100-800(200)                                      | 9                  | 2,5                | 3,5(6)             | (250) (300)                            | 2(10)                              | BC167, BC182, BC237                     | [ 1 ]           |
| BC548          | TO-92                   | BC548                        | 30           | 100         | ?           | 150         | 500 625                   | 1500                       | 200                 | 83,3                | 100-800(200)                                      | 9                  | 2,5                | 3,5(6)             | (250) (300)                            | 2(10)                              | BC168, BC183, BC238                     | [ 1 ]           |
| BC549          | TO-92                   | BC549                        | 30           | 100         | ?           | 150         | 500 625                   | 1500                       | 200                 | 83,3                | 100-800(200)                                      | 9                  | 2,5                | 3,5(6)             | (250) (300)                            | 1,4(4)                             | BC169, BC184, BC239                     | [ 1 ]           |
| BC550          | TO-92                   | BC550                        | 45           | 100         | ?           | 150         | 500 625                   | 1500                       | 200                 | 83,3                | 100-800(200)                                      | 9                  | 2,5                | 3,5(6)             | (250) (300)                            | 1,4(3)                             | BC184, BC414, 2SC2240, 2SC2459          | [ 1 ]           |
| BC846          | SMD SOT23 SOT323 SOT416 | 1As 1Bs ...                  | 65           | 100         | ?           | 150         | 330                       | ?                          | 240                 | ?                   | 110-800                                           | ?                  | 3                  | ?                  | (250) (300)                            | 2(10)                              | BCV71...72                              | [ 1 ]           |
| BC847          | SMD SOT23 SOT323 SOT416 | 1Es 1Fs 1Gs ...              | 45           | 100         | ?           | 150         | 330                       | ?                          | 240                 | ?                   | 110-800                                           | ?                  | 3                  | ?                  | (250) (300)                            | 2(10)                              | BCW71...72, BCW81                       | [ 1 ]           |
| BC848          | SMD SOT23 SOT323 SOT416 | 1Js 1Ks 1Ls ...              | 30           | 100         | ?           | 150         | 330                       | ?                          | 240                 | ?                   | 110-800                                           | ?                  | 3                  | ?                  | (250) (300)                            | 2(10)                              | BCW31...33, BCW71...72, BCW81           | [ 1 ]           |
| BC849          | SMD SOT23 SOT323 SOT416 | 2Bs 2Cs ...                  | 30           | 100         | ?           | 150         | 330                       | ?                          | 240                 | ?                   | 110-800                                           | ?                  | 3                  | ?                  | (250) (300)                            | 1,4(4)                             | BCF32...33, BCF81                       | [ 1 ]           |
| BC850          | SMD SOT23 SOT323 SOT416 | 2Fs 2Gs ...                  | 45           | 100         | ?           | 150         | 330                       | ?                          | 240                 | ?                   | 110-800                                           | ?                  | 3                  | ?                  | (250) (300)                            | 1,4(3)                             | BCF81                                   | [ 1 ]           |
| 2N3904         | TO-92                   | 2N3904                       | 40           | 200         | ?           | 150         | 625                       | ?                          | 200                 | 83,3                | 100-300                                           | (8)                | ?                  | (4)                | 300                                    | (5)                                | BC174, BC182, BC190, BC546              | [ 2 ]           |
| 2SC1815        | TO-92                   | C1815                        | 50           | 150         | 50          | 125         | 400                       | ?                          | ?                   | ?                   | 70-700                                            | ?                  | ?                  | 2(3,5)             | 80                                     | 1(10)                              | BC174, BC182, BC190, BC546, 2SD767      | [ 3 ]           |